# Dornier Wines

Logo Dornier Wines

Das Weingut Dornier Wines liegt am Fuße der Stellenbosch-Berge im Anbaugebiet Stellenbosch in Südafrika. Produziert werden vor allem Cabernet-Sauvignon-basierte Rotweine und Chenin-Blanc-basierte Weißweine.

## Geschichte
Das Weingut ist nach dem deutschen Künstler Christoph Dornier benannt, dem jüngsten Sohn des Flugzeugkonstrukteurs Claude Dornier. Im Jahr 1995 kaufte Dornier das Weingut, die erste von fünf Farmen, die heute knapp 180 Hektar umfassen. Die ehemaligen Obst- und Rinderfarmen wurden in den darauf folgenden Jahren zum Rebbau konvertiert. Dornier war einer der ersten internationalen Investoren, der nach dem Ende der Apartheid in den südafrikanischen Weinbau einstieg.
Im Jahre 2003 wurde der von Dornier entworfene Weinkeller eröffnet. Seit 2006 ist Dornier Wines Mitglied der Biodiversity and Wine Initiative und trägt damit nach eigenen Angaben zur nachhaltigen Bewirtschaftung des Agrarlandes bei. Im August 2008 verstarb der Unternehmensgründer im Alter von 69 Jahren in Luzern, Schweiz. Der Fortbestand des Weinguts wurde durch eine Stiftung gesichert.

## Die Weine
Die Weine werden in drei qualitativ und stilistisch unterschiedlichen Linien produziert. Sie werden vorwiegend nach Europa, Nordamerika und Asien exportiert.